# Circulade

Verbreitung der Circulades im Languedoc

Mit dem Begriff Circulade werden etwa 50 Runddörfer in den drei Départements Aude, Gard und Hérault in der Region Okzitanien im Süden Frankreichs bezeichnet.

## Begriff
Der von der wissenschaftlichen Forschung noch nicht zur Gänze anerkannte Begriff Circulade ist eine neuzeitliche Schöpfung des polnischen Architekten und UNESCO-Beauftragten Krzysztof Pawlowski, die dieser erstmals in seiner 1992 erschienenen Buchveröffentlichung Circulades languedociennes de l'an Mille verwendete. Der Begriff bezeichnet einen bislang von der Forschung nicht oder nur am Rande wahrgenommenen Typus von Dörfern im Languedoc, die halbkreis-, kreis- oder ellipsenförmig um eine zentrale Burg oder Kirche herum gruppiert sind. Bei einigen dieser Dörfer liegen Burg und/oder Kirche auf einer mittigen Anhöhe; bei anderen befinden sie sich lediglich im Zentrum des in der Ebene gelegenen Ortes. In jedem Fall ist von einer Abwehrfunktion gegenüber Angriffen von außen auszugehen, denn der meist nur von ein oder zwei Toren durchbrochene äußere Häuserring bildete einen Ersatz für eine deutlich kostenintensivere Stadtmauer.

## Bedeutung
Aufgrund ihres relativ engen Verbreitungsgebietes und ihrer wiederkehrend ähnlichen Anlage können Zufälligkeiten ausgeschlossen werden. Demnach liegt dieser Form des mittelalterlichen Städtebaus eine einheitliche Idee zugrunde, über deren Alter man sich – auf dem Hintergrund fehlender Textquellen und archäologischer Feldforschungen – noch nicht einig ist. K. Pawlowski befürwortet eine Frühdatierung der Anfänge bereits ins 10. Jahrhundert, wohingegen andere diese eher dem ausgehenden Mittelalter zuordnen. Die Klärung dieser Frage hat Bedeutung für die Bastiden-Forschung, denn bislang war man immer davon ausgegangen, dass diese am Anfang des geplanten mittelalterlichen und neuzeitlichen Städtebaus stünden.

## Tourismus
Während sich die architekturhistorische Forschung sowohl über grundsätzliche Fragen als auch über manche Details noch streitet, haben die regionalen und lokalen Tourismusbehörden den Vermarktungswert dieses Begriffs schnell erkannt – so wurde u. a. eine Association des Villages Circulaires gegründet (→ Weblink).

## Orte

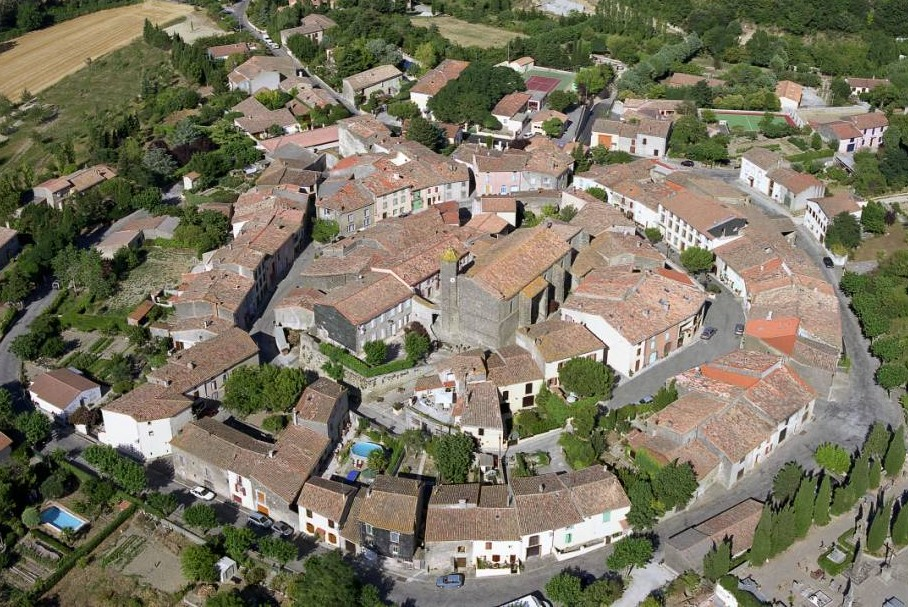
Alairac, Aude

### Département Aude
| - Alaigne - Alairac - Bellegarde-du-Razès - Bram - Brugairolles - Cailhau - Cailhavel | - Capendu - Donazac - Fabrezan - Gruissan - Issel - La Force - Lasserre-de-Prouille | - Marcorignan - Mazerolles-du-Razès - Montclar - Moussan - Pouzols-Minervois - Preixan - Villeneuve-lès-Montréal |

### Département Gard
- Aigremont
- La Calmette
- Montpezat
- Durfort-et-Saint-Martin-de-Sossenac

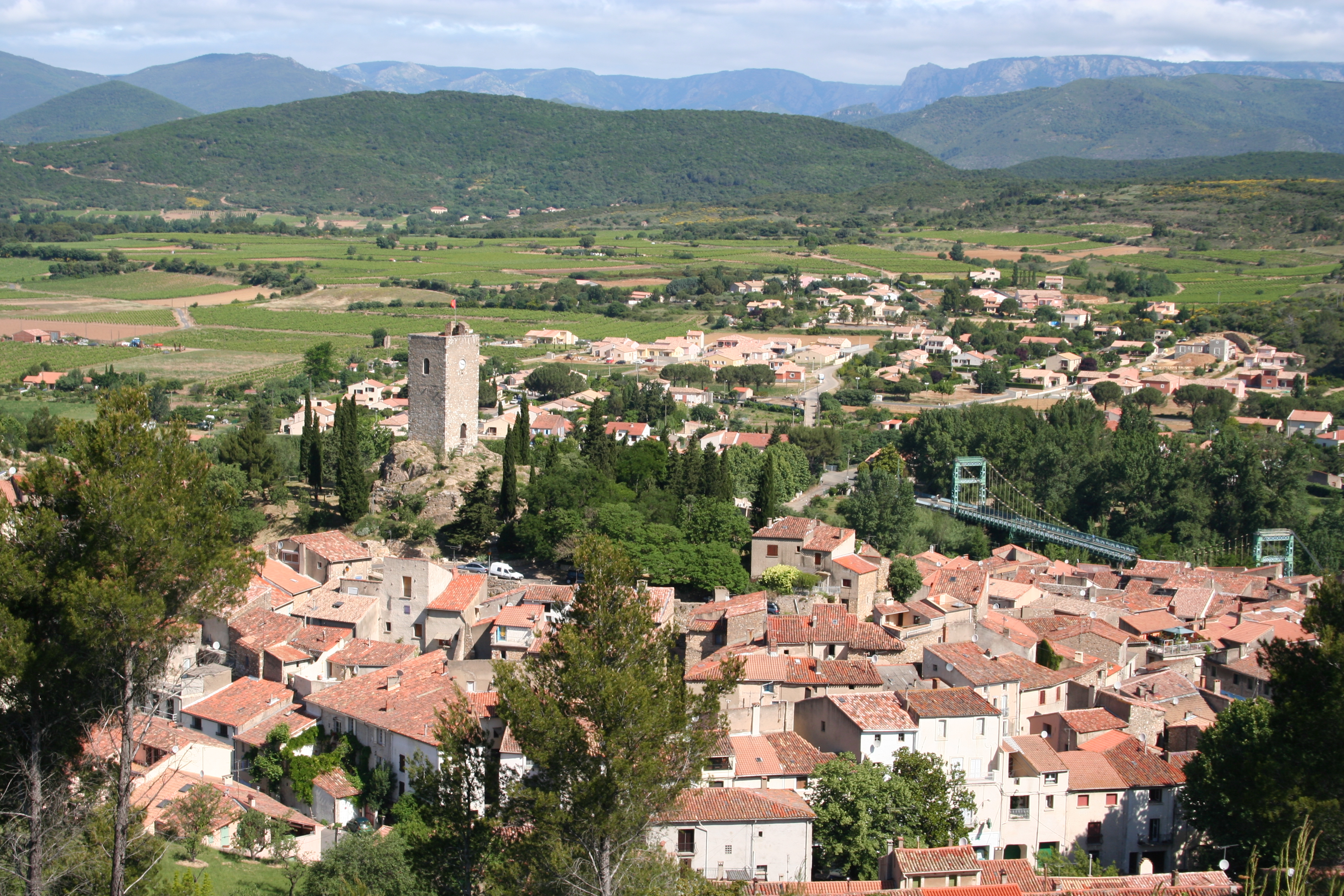
Cessenon-sur-Orb, Hérault

- Souvignargues

### Département Hérault
| - Alignan-du-Vent - Boujan-sur-Libron - Balaruc-le-Vieux - Castries - Caux - Cessenon-sur-Orb - Fabrègues - Fouzilhon - Le Pouget | - Margon - Mauguio - Murviel-lès-Béziers - Nézignan-l’Évêque - Paulhan - Poussan - Puéchabon - Puimisson - Puissalicon | - Puisserguier - Roujan - Saint-Geniès-de-Fontedit - Saint-Jean-de-Fos - Saint-Pargoire - Saint-Pons-de-Mauchiens - Siran - Villeveyrac |